# Kondenserade materiens fysik
Kondenserade materiens fysik är den del av fysikvetenskapen som behandlar kondenserad materia; ämnen i fast och till viss del även flytande aggregationstillstånd. Dessa är de "kondenserade" aggregationstillstånden. Fasta tillståndets fysik är en undergrupp till den kondenserade materiens fysik.